# Alejandro Gómez Palomo
Alejandro Gómez Palomo (Posadas, 3 de abril de 1992), más conocido por el nombre de su firma de moda Palomo Spain, es un diseñador de ropa y modista español. Fue reconocido con el Premio Nacional de Diseño de Moda 2024.

## Biografía
Hijo de Norberto Gómez, ingeniero, y de Manoli Palomo, maestra, Alejandro Gómez Palomo nació el 3 de abril de 1992 en Posadas, Córdoba, España. Tras cursar bachillerato y pasar la selectividad, con solo 18 años se marchó a Londres a trabajar en un bar de Knightsbridge, el Wilton Arms. De allí pasó al departamento de costura de los almacenes Liberty's y, más tarde, se matriculó en diseño de moda masculina en el London College of Fashion. También se formó en la escuela de arte y diseño Central Saint Martins de Londres.

## Trayectoria
En 2016 presentó en Madrid la primera colección de su firma Palomo Spain. Con el nombre de Orlando, estaba inspirada en el personaje literario de Virginia Woolf, un noble inglés que reasigna su género y vive 300 años. Más tarde, en la Semana de la Moda de Moscú presentó su segunda colección. El equipo de la estilista y exdirectora de Vogue Paris Carine Roitfeld le pidió prendas para sus producciones, así como Opening Ceremony, que quiso vender Palomo Spain en sus sucursales de Los Ángeles y Nueva York.
En febrero de 2017 presentó en Nueva York su colección 'Objeto sexual', dentro de la Semana de la Moda de Nueva York para hombre, celebrada en el Cadillac House neoyorquino.
En junio de 2017, el American Center for Art and Culture de París canceló durante unas horas un desfile de la firma Palomo Spain por su contenido abiertamente homosexual, aunque el desfile finalmente se llevó a cabo. En septiembre de ese mismo año, presentó en Madrid su quinta entrega, Hotel Palomo.
Presentó su colección Pompeii, que rendía un homenaje a la ciudad de Pompeya, para la temporada Primavera/Verano 2020 en los salones de la embajada española en París. En 2022 la firma Palomo Spain se encargó del diseño y ejecución del mono que vistió la artista Chanel en el Festival de la Canción de Eurovisión, que contenía 50.000 cristales de Swarovski incrustados.

### Maestros de la costura
Entre febrero de 2018 y abril de 2024 participó en seis ediciones del concurso de talentos de Televisión Española titulado Maestros de la costura, conducido por Raquel Sánchez Silva, y en el que Palomo es uno de los tres miembros del jurado, junto a María Escoté y Lorenzo Caprile.

## Premios y reconocimiento
En 2017, la revista LOC del diario El Mundo lo incluyó entre los 50 homosexuales más influyentes del año en España.En 2021, recibió el premio a Mejor diseñador del año de la revista Hoy Magazine siendo reconocidos también otras figuras del panorama cultural español como Ana Mena como mejor cantante o la serie Maricón Perdido de Bob Pop.
En 2024, fue reconocido con el Premio Nacional de Diseño de Moda.